# NGC 1838
NGC 1838 је расејано звездано јато у сазвежђу Златна риба које се налази на NGC листи објеката дубоког неба.
Деклинација објекта је - 68° 25' 24" а ректасцензија 5h 6m 47,0s. Привидна величина (магнитуда) објекта NGC 1838 износи 12,9. NGC 1838 је још познат и под ознакама ESO 56-SC64.